# Fred Roll
Fred Roll ist ein zweiteiliger, österreichischer Stummfilm, der 1917 von Ernst Marischka in Wien gedreht wurde. Die Titelrolle des Meisterdiebes spielte Louis Ralph.

## Handlung
Fred Roll ist als Dieb ein Meister seines Fachs. Dem Grafen Wendburg schreibt er einen Brief, in dem er diesen auffordert, dem „Hort der ledigen Mütter“ die beträchtliche Summe von 100.000 Kronen zu überweisen. Anderenfalls werde er, Roll, ihn um den doppelten Betrag berauben. Rolls Name in der Öffentlichkeit ist indes ein anderer. Als Graf Fellward genießt er in der Haute volee großes Ansehen. Als er auf dem gesellschaftlichen Parkett die Gräfin Wendburg kennenlernt, ist sie von dem eleganten Edelmann mit den geschliffenen Manieren höchst angetan. Daraufhin erhält Fellward alias Roll eine Einladung zu dem anstehenden Gartenfest der Wendburgs.
Vor Ort bricht in Fellward augenblicklich wieder Fred Roll durch, und als selbiger beraubt er Gräfin Wendburg um ein wertvolles Schmuckstück. Doch er nimmt die Kostbarkeit nicht gleich mit, sondern verbirgt sie, befestigt an einem Fenstervorhang. Dann setzt Roll ein weiteres Schreiben auf, in dem er Wendburg noch einmal an seine erste Erpressung erinnert. Er geht davon aus, dass das Verschwinden des Schmuckstücks mittlerweile bemerkt wurde und setzt damit Wendburg weiter unter Druck, in dem er behauptet, nunmehr auch dieses wertvolle Geschmeide für immer an sich zu reißen. Da man nicht reagiert, kehrt Roll um Mitternacht in den Palais Wendburg zurück, um vom Vorhangstoff das Schmuckstück endgültig an sich zu nehmen. Dabei wird er von der Gräfin überrascht. Der von den Wendburgs schon geraume Zeit zuvor eingeschaltete Detektiv Paul Hardt heftet sich an Rolls Fersen, als dieser auf tollkühne Weise zu entkommen versucht. Schließlich wird Roll erwischt und verhaftet.

## Produktionsnotizen
Fred Roll entstand im Herbst 1917. Der erste Teil besaß eine Länge von etwa 1500 Meter, der zweite knapp 1650 Meter. Beide Teile besaßen zusammen acht Akte. Teil 1 lief am 4. Januar, Teil 2 am 25. Januar 1918 an. In Deutschland konnte man Fred Roll 1919 sehen.

## Kritik
Paimann’s Filmlisten resümierte: „Stoff phantastisch, Photos, Spiel und Szenerie sehr gut.“